# Aleksandr Myasnikyan
Aleksandr Fyodori Myasnikyan (tiếng Armenia: Ալեքսանդր Ֆյոդորի Մյասնիկյան, tiếng Nga: Алекса́ндр Фёдорович Мяснико́в, tiếng Belarus: Аляксандр Фёдаравіч Мяснікоў) hay Myasnikov (28 tháng 1 [9 tháng 2] 1886 – 22 tháng 3 năm 1925), còn được biết đến với bí danh Martuni là nhà cách mạng, chỉ huy quân sự và chính khách Bolshevik người Armenia. Trong Nội chiến Nga, ông giữ chức Bí thư thứ nhất Đảng Cộng sản Byelorussia năm 1918-1919. Là Chủ tịch Hội đồng Dân ủy Armenia năm 1921-1922, ông được ghi nhận là người đã xây dựng lại nước cộng hòa Armenia vào thời điểm bắt đầu Chính sách kinh tế mới (NEP) của Lenin.

## Tiểu sử
Myasnikyan ra đời tại Nor Naxiĵevan có cộng đồng người Armenia (nay thuộc Rostov trên sông Đông) trong một gia đình thương nhân. Năm 1911, ông tốt nghiệp khoa luật Đại học Moskva. Từ năm 1901, thời còn sinh viên, Myasnikyan tham gia hoạt động ngầm ở cả Nor Naxiĵevan lẫn Moskva sau đó. Ông tham gia Cách mạng Nga năm 1905 và gia nhập Đảng Lao động Dân chủ Xã hội Nga năm 1906. Cùng năm, Myasnikyan bị bắt và bị đày tới Baku.
Năm 1912-1914, Myasnikyan làm trợ lý luật sư ở Moskva bên cạnh hoạt động chính trị. Khi Thế chiến I bùng nổ năm 1914, ông được sung vào quân đội Nga. Ông là thành viên chi bộ đảng ngầm để tuyên truyền tư tưởng cách mạng trong quân đội.
Sau Cách mạng Tháng Hai năm 1917, Myasnikyan trở thành thành viên quân ủy Mặt trận phía Tây, cùng với Mikhail Frunze lãnh đạo phe bolshevik. Ông cũng từng là biên tập viên tờ báo bolshevik Zvyazda ở Minsk. Myasnikyan được bầu làm đại biểu đi dự Đại hội VI Đảng Bolshevik tháng 8 năm 1917. Tháng 9 năm 1917, ông được bầu làm Chủ tịch Khu ủy Tây Bắc của Đảng Bolshevik (tiền thân đảng Bolshevik ở Byelorussia). Sau Cách mạng Tháng Mười, ông được bầu làm Chủ tịch Quân ủy Cách mạng Mặt trận Tây Bắc. Myasnikyan sau đó được bầu làm chỉ huy Phương diện quân Tây.
Năm 1918, dù phản đối Byelorussia tự trị, Myasnikyan vẫn được bổ nhiệm làm Bí thư thứ nhất Đảng Cộng sản Belorussia. Ngày 4-27 tháng 2 năm 1919, Myasnikyan là Chủ tịch Ban chấp hành trung ương Cộng hòa Xô viết Xã hội chủ nghĩa Byelorussia chỉ tồn tại trong thời gian ngắn. Sau đó ông tiếp tục là thành viên Ủy ban Trung ương Đảng Bolshevik Cộng hòa Xã hội chủ nghĩa Xô viết Litva–Byelorussia. Khi Nikolaj Vasilʹevič Krylenko làm Tổng tư lệnh tối cao Hồng quân đã đưa Myasnikyan làm phó.
Tháng 3 năm 1921, sau Cuộc nổi dậy tháng Hai, Liên đoàn Cách mạng Armenia lật đổ chính quyền Xô viết trong một thời gian ngắn, Moskva quyết định bổ nhiệm Myasnikya đứng đầu Cộng hòa Xã hội chủ nghĩa Xô viết Armenia. Trên đường đến Armenia, ông chuyển bức thư "Gửi các đồng chí Cộng sản Azerbaijan, Guzia, Armenia, Dagestan và Cộng hòa miền núi" của Lenin cho ban lãnh đạo Bolshevik Kavkaz ở Tbilisi, kêu gọi họ tiết chế và chuyển đổi sang chủ nghĩa xã hội chậm lại.
Sau khi đến Armenia Xô viết nắm quyền tháng 5 năm 1921, Myasnikya phải đối mặt với hai vấn đề cấp bách: cuộc nổi dậy chống Bolshevik ở phía nam Zangezur, vùng núi Karabakh đông dân cư Armenia đang bị Armenia Xô viết và Azerbaijan Xô viết tranh chấp. Myasnikya đàm phán với quân nổi dậy ở Zangezur, đồng ý một số nhượng bộ để họ chấp nhận chính quyền xô viết. Nhưng ngày 3 tháng 6 năm 1921, cơ quan Kavbiuro (tiếng Nga: Кавказское бюро ЦК РКП(б)) có thẩm quyền quyết định tại Kavkaz đã quyết tâm đàn áp. Tháng 7, quân nổi dậy bị đánh bại, phải chạy sang Ba Tư.
Ngày 3 tháng 6, Myasnikya tham gia cuộc họp Kavbiuro ra nghị quyết tuyên bố vùng núi Karabakh thuộc Armenia. Ngày 12 tháng 6, Myasnikya ký sắc lệnh được chính phủ Armenia Xô viết thông qua rằng Ủy ban cách mạng Revkoms của Armenia và Azerbaijan đã nhất trí rằng vùng núi Karabakh là một phần không thể tách rời của Armenia. Tuy nhiên, Azerbaijan không chấp nhận hoàn toàn và đề nghị giải pháp cuối cùng trong các cuộc họp Kavbiuro về sau. Tại cuộc họp Kavbiuro ngày 4 tháng 7 năm 1921, Myasnikya cùng đa số thành viên bỏ phiếu vùng núi Karabakh thuộc Armenia. Chỉ ngày hôm sau, Kavbiuro sửa lại quyết định để thông qua việc vùng núi Karabakh sẽ trở thành khu tự trị trong Azerbaijan Xô viết. Ủy ban Trung ương Đảng Cộng sản Armenia phản đối nhưng bất thành. Sáu tháng sau, Myasnikya phát biểu tại Đại hội I Đảng Cộng sản Armenia rằng Azerbaijan đe dọa cắt nguồn cung cấp dầu hỏa cho Armenia nếu cứ muốn có Karabakh.
Myasnikya đóng vai trò quan trọng trong việc hình thành các thể chế nhà nước và kinh tế nước cộng hòa. Myasnikya cũng khởi xướng quá trình xóa nạn mù chữ và phát triển sản xuất địa phương ở Armenia. Tháng 1 năm 1922, Sargis Lukashin lên thay Myasnikya làm người đứng đầu chính phủ Armenia. Tháng 3 năm 1922, Myasnikya giữ một số vị trí lãnh đạo của Cộng hòa Xã hội chủ nghĩa Xô viết Liên bang Ngoại Kavkaz mới thành lập và công tác tại Tbilisi.
Myasnikya viết một số tác phẩm về lý thuyết Marx-Lenin, lịch sử phong trào cách mạng và văn học Armenia. Từ năm 1906, ông cũng viết bài phê bình sân khấu. Các tác phẩm về văn học Armenia gồm bài báo Mikayel Nalbandyan, các tập sách nhỏ về thơ Hovhannes Hovhannisyan và Hovhannes Towmanyan. Myasnikya chỉ trích cách tiếp cận văn học phi chính trị đối với văn học và khái niệm "nghệ thuật vị nghệ thuật".

## Qua đời
Ngày 22 tháng 3 năm 1925, vụ tai nạn máy bay bí ẩn đã cướp đi sinh mạng Myasnikya cùng Solomon Grigorʹevič Mogilevskij, Geworg Atarbekyan khi trên đường tới Sukhumi tham dự hội nghị ở Abkhazia. Ngay sau khi cất cánh từ Tbilisi, máy bay Junkers F 13 bị cháy. Các nhân chứng báo cáo lại đã nhìn thấy nhiều người nhảy ra khỏi chiếc phi cơ bốc cháy và tử vong.
Nguyên nhân vụ cháy chưa bao giờ được xác định, dù các ủy ban điều tra riêng biệt đã tiến hành, lần thứ nhất do Lavrenty Pavlovich Beria đứng đầu, còn hai lần sau được(thứ nhất) và Karl Viktorovič Pauker chịu trách nhiệm. Theo đó, máy móc không gặp vấn đề gì. Lev Davidovich Trotsky từ Sukhumi đến dự tang lễ ở Tbilisi đã tỏ ý nghi ngờ về nguyên nhân tai nạn. Một số ý kiến cho rằng chính Beria đã đứng sau dàn dựng.

## Di sản
Trong bài phát biểu tháng 3 năm 1954 tại Yerevan, Anastas Ivanovich Mikoyan kêu gọi làm sống lại ký ức về Myasnikya bên cạnh các tác gia Armenia Raffi, Ṙapayēl Patkanean và Eġiše Čarenc.
Năm 1976, Frunze Dovlatyan đạo diễn phim Yerkunk về cuộc đời Myasnikya, Xoren Abrahamyan thủ vai chính.
Liên Xô lấy tên thật và bí danh Martuni của ông để đặt cho một số nơi: tại Armeni có thành phố Martuni, làng Martuni ở Gegharkunik và làng Myasnikyan ở Armavir; huyện Myasnikovsky của tỉnh Rostov. Khi Cộng hòa Nagorno-Karabakh tan rã, thành phố Khojavend và tỉnh xung quanh được gọi là Martuni.